# Edith Quimby
Edith Hinkley Quimby (Rockford, Illinois, 10 de julio de 1891 - 11 de octubre de 1982) fue una investigadora en medicina y física, pionera en el uso de elementos radiactivos en medicina y en el estudio de métodos de protección frente a los efectos nocivos de las radiaciones ionizantes, en el campo de la medicina nuclear.

## Vida y educación
Nació el 10 de julio de 1891 en Rockford (Illinois), hija de Arthur S. Hinkley, labrador y arquitecto, y de Harriet Hinkley. El 1912 se graduó en matemáticas y física en el Whitman College en Washington. Después de un breve tiempo trabajando como profesora de secundaria, en 1914 obtuvo una beca para realizar un máster en la Universidad de California. Mientras estudiaba para su grado de máster, que obtuvo el 1916, se casó con Shirley L. Quimby, en 1915. Murió con 91 años, el 11 de octubre de 1982.

## Carrera y legado
En 1919, junto con su marido, se trasladó a Nueva York, donde consiguió un trabajo en el Memorial Hospital for Cancer and Allied Diseases como física ayudante de Gioacchino Failla; en 1932 se volvió física titular. Su investigación en el Memorial Hospital se centraba en el estudio de las dosis seguras de radiación en la medicina, observando la energía emitida por los materiales potencialmente empleados a la medicina nuclear así como la cantidad de radiación absorbida por el cuerpo proviniendo de diferentes fuentes. También estudió el potencial de materiales radiactivos sintetizados para tratar el cáncer y en otras aplicaciones de investigación en medicina. En 1941 se incorporó al Cornell University Medical College como profesora adjunta de radiología. El próximo año se convirtió en profesora titular de física de las radiaciones en la Facultad de Medicina y Cirugía de la Universidad de Colúmbia. Fue promocionada a profesora catedrática en 1954 hasta que se jubiló en 1960; después siguió como profesora emérita hasta 1982.
La investigación de Edith Quimby permitió determinar y estandarizar las dosis exactas de radiación para aplicarlas directamente a los tumores con el mínimo de efectos colaterales. Fue la primera en establecer los límites de radiación que puede tolerar el cuerpo humano.
Edith Quimby recibió muchos premios por su trabajo a lo largo de toda su carrera y formó parte de varias sociedades científicas. En 1940, el American Radium Society le otorgó la Medalla Janeway. Al año siguiente, se le otorgó la Medalla de Oro de la Radiological Society of North America. En 1954 fue elegida presidenta de la American Radium Society. En 1963, el American College of Radiology la honoró con su Medalla de Oro. Fue uno de los primeros miembros del American Association of Physicists in Medicine (AAPM) y en su honor se instituyó el Edith H. Quimby Lifetime Achievement Award, premio que se otorga a socios o socias de la AAPM en reconocimiento de su carrera.